# NGC 719
NGC 719 (również IC 1744, PGC 7019 lub UGC 1360) – galaktyka soczewkowata (S0), znajdująca się w gwiazdozbiorze Barana. Odkrył ją Heinrich Louis d’Arrest 24 listopada 1861 roku.